# San Francisco (Lempira)
Pour les articles homonymes, voir San Francisco (homonymie).
San Francisco est une municipalité du Honduras, située dans le département de Lempira. La municipalité comprend 7 villages et 86 hameaux. Elle est fondée en 1692.

## Source de la traduction
- (en) Cet article est partiellement ou en totalité issu de l’article de Wikipédia en anglais intitulé « San Francisco, Lempira » (voir la liste des auteurs).